# 가촌초등학교
가촌초등학교(佳村初等學校)는 대한민국 경상남도 양산시에 있는 공립 초등학교이다.

## 연혁
- 2017. 08. 18. 교육부 중앙투자심사 승인
- 2018. 10. 16. 학교설립계획 승인(가칭 가촌2초등학교)
- 2019. 01. 04. 가칭 가촌2초등학교 기공(양산시 물금읍 가촌리 1273-2)
- 2019. 11. 05. 교장공모제 운영학교 지정(내부형)
- 2020. 02. 06. 가촌초등학교(佳村初等學校) 교명 확정
- 2020. 02. 19. 가촌초등학교(병설유치원) 준공일
- 2020. 03. 01. 교육과정특성화 자율학교 지정(2020.03.01.~2023.02.28.)
- 2020. 03. 01. 경상남도교육청 지정 행복맞이학교 지정(2020.03.01.~2021.02.28.)
- 2020. 03. 01. 제1대 박재영 교장 취임(공모교장 4년)
- 2020. 03. 01. 학교내 무한상상실(상상나래실) 운영사업(2020.3.1.~2023.2.28.)
- 2020. 03. 02. 가촌초등학교(병설유치원) 개교(원) - 병설유치원 4학급 66명, 초등 31학급(특수1) 800명
- 2020. 05. 01. 제1회 가촌초등학교(병설유치원) 개교(원) 기념일
- 2020. 05. 01. 과학실 안전모델학교(2020.5.1.~2021.2.28.)
- 2021. 02. 10. 제1회 졸업식(초등학교 42명, 유치원 24명 졸업)
- 2021. 03. 01. 2021학년도 초등학교 42학급(특수 1학급 포함), 유치원 4학급(특수 1학급 포함)